# Patentportfolio
Das Patentportfolio ist ein Instrument der strategischen Unternehmensplanung. Es dient der Strukturierung und Bewertung der im Unternehmen vorhandenen Patente. Mit Hilfe einer Patenanalyse wird eine zweidimensionale Patentportfoliomatrix erstellt. Anhand der Position des Patentes in dieser Matrix können anschließend Rückschlüsse auf den Wert und die Bedeutung des Patentes gezogen und strategische Handlungsmaßnahmen abgeleitet werden.

## Definition
Patente umfassen Technik, Neuheiten und aus Innovationen resultierende Effekte eines Unternehmens (z. B. Verbesserung des Unternehmensimage, Sicherung von Wettbewerbsvorteilen), die nach nationalem oder internationalem Recht geschützt werden können.
Sie werden des Weiteren durch folgende Eigenschaften charakterisiert: „Patente werden für Erfindungen auf allen Gebieten der Technik erteilt, sofern sie neu sind, auf einer erfinderischen Tätigkeit beruhen und gewerblich anwendbar sind.“ (§ 1 Abs. 1 PatG)
Das Portfoliokonzept hat seinen Ursprung im finanzwirtschaftlichen Bereich und war ursprünglich dazu gedacht, ein optimales Kapitalanlagenportfolio zu bestimmen. Seit Anfang der siebziger Jahre findet es vielseitig Anwendung in Unternehmen und wird zum Beispiel in der Unternehmensführung, im Technologie- und Patentmanagement oder im Marketing zur Bestimmung eines optimalen Portfolios und der daraus abgeleiteten Unternehmensstrategie eingesetzt.
Die zwei Achsendimensionen eines Portfolios sind dabei prinzipiell beliebig wählbar. Typischerweise wählt man eine Umweltdimension, d. h. eine Größe, die von der Unternehmung selbst nur begrenzt oder gar nicht beeinflussbar ist (in diesem Beispiel Patentattraktivität) und ein Merkmal, das das Unternehmen direkt beeinflussen kann, eine sogenannte Unternehmensdimension (in diesem Beispiel Patentstärke).
Das Patentportfolio vereint diese beiden Konzepte und stellt die Ist-Situation einzelner Unternehmen bezüglich ihrer Patente grafisch in einer zweidimensionalen Matrix dar. Basierend auf der Position des Patentes in dieser Portfoliomatrix lässt sich die Patentsituation des Unternehmens bewerten, analysieren und im Anschluss in zukünftige Handlungsempfehlungen umwandeln.

## Patentportfolio – Analyse
Der Ablauf der Patentportfolio-Analyse gliedert sich wie folgt:

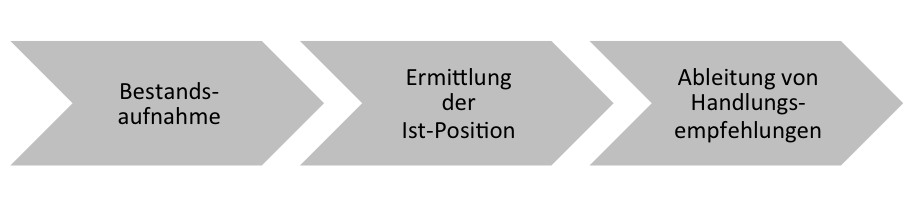
Abb. 1: Arbeitsschritte einer Patentportfolio-Analyse
Quelle: Eigene Darstellung

### Bestandsaufnahme
In der Regel stellt die Erfassung der Patente, die ein Unternehmen besitzt, kein Problem dar. Schwierigkeiten treten lediglich auf, wenn einem Unternehmen eine Vielzahl von Patenten gehört. Es empfiehlt sich durch die Bildung von Patent- oder Technologiefeldern, eine kleinere Anzahl von vergleichbaren Untersuchungsobjekten zu erzeugen.
Dafür werden die Untersuchungsobjekte anhand von Gemeinsamkeiten in homogenen Patentgruppen zusammengefasst. Dabei ist jedoch im Einzelfall auf Unternehmensspezifika und unternehmerische Rahmenbedingungen Rücksicht zu nehmen. So sind zum Beispiel alle wesentlichen Technologiefelder, auch jene, die von Konkurrenten beherrscht werden, zu berücksichtigen. Die Gruppierungen können anschließend im Zuge der weiteren Analyse tiefgründiger analysiert werden.
Gemeinsamkeiten für die Zusammenfassung der Patent- oder Technologiefelder können z. B. sein:
- Schutz der gleichen Erfindung
- Schutz einer technologisch verwandten Erfindung
- Schutz von Erfindungen, zwischen denen Beziehungen aufgrund des strategischen Handelns des Unternehmens stehen
- Schutz von Erfindungen, die gemeinsam in Unternehmensprodukten oder -verfahren Anwendung finden.

Für den nächsten Prozessschritt, der Ermittlung der Ist-Position, ist die Frage der Bewertung einzelner Patente jedoch ungeachtet der gebildeten Patentfelder immer noch von zentraler Bedeutung.

### Ermittlung der Ist-Position
Die Ermittlung der Patentposition erfolgt hauptsächlich über die beiden Kriterien „Attraktivität des Patents“ und „Stärke des Patents“. Die Patentattraktivität ist dabei vom Unternehmen selbst nicht beeinflussbar und gehört somit zur Umweltdimension des Portfoliokonzeptes. Die Patentstärke hingegen kann durch Entscheidungen des Unternehmens direkt beeinflusst werden und ist demnach der Unternehmensdimension des Portfoliokonzepts zuzuordnen.
Im Folgenden wird die Bewertung der Patente hinsichtlich der beiden Kriterien verallgemeinert aufgezeigt. Im speziellen Anwendungsfall sind wie bei der vorangestellten Phase Bestandsaufnahme die situativen Unternehmensspezifika zu beachten.

#### Patentattraktivität
Die Attraktivität eines Patents wird vor allem durch die Merkmale der Erfindung selbst und die Merkmale des Schutzrechtes beeinflusst. Im Folgenden werden diese beiden Merkmale noch einmal detailliert vorgestellt.
Unter den „Merkmalen der Erfindung selbst“ werden folgende Eigenschaften verstanden.
 1. Die historische und technische Bedeutung einer Erfindung:
- Die Höhe des Forschungs- und Entwicklungsaufwandes.
- Das für die Forschung- und Entwicklung eingesetzte Personal.

2. Die Patenterteilung:
- Die Tatsache, dass für die Innovation ein Patent erteilt wurde, lässt bereits darauf schließen, dass die Neuheit attraktiv und schützenswert ist.

3. Zitate, die ein Patent in Schriften erhält:
- Zur Prüfung eines Patentes werden bereits vorliegende Patentdokumente genutzt. Entgegenhaltungen werden auf dem Deckblatt des erteilten Patents notiert.

4. Die ökonomische Bedeutung einer Neuheit:
- Der Gegenstandswert der möglichen, durch die Innovation generierten Erträge.
- Die Anzahl von internationalen Patentanmeldungen:  Patente können immer nur territorial angemeldet werden. Aufgrund des erheblichen Kostenanstiegs, der durch eine weitere Anmeldung in einem weiteren Land verursacht wird, kann davon ausgegangen werden, dass die Neuheit eine hohe ökonomische Bedeutung hat.
- Die Anzahl der Klassifikationssymbole: Eine Zuordnung zu einer Vielzahl von Patentklassifikationen (International Patent Classification, kurz IPC) lässt darauf schließen, dass die Innovation attraktiv und schützenswert ist und ihr somit eine hohe ökonomische Bedeutung zukommt.

Unter den „Merkmalen des Schutzrechtes“ hingegen werden folgende Eigenschaften zusammengefasst.
1. Das Patent ist ein Ertragssteigerungsfaktor/Ertragssicherungsfaktor:
- Gegenüberstellung von patentbedingtem Ertrag und Aufwand.
- Nutzung des Patents für Werbebotschaften.
- Aufbau einer auf dem Patent aufbauenden Corporate Identity.

2. Das Patent hat eine wichtige strategische Rolle in bestimmten technologischen Gebieten des Unternehmens:
- Sicherung von Wettbewerbsvorteilen.
- Schaffung von Markteintrittsbarrieren.

Im nächsten Schritt wird die Erfüllung dieser Faktoren durch das Patent anhand einer Skala (z. B. von 0–10) bewertet. Dabei ist es vorteilhaft, bei der Bewertung zuerst mit den leichter bewertbaren erfindungsbezogenen Merkmalen zu beginnen und anschließend mit den schutzrechtbezogenen Merkmalen fortzufahren. Die folgende Tabelle zeigt die Bewertungsskala zur Einschätzung der Attraktivität eines Patentes.
| Punkte | Beschreibung |
| ------ | --- |
| 10     | Sehr attraktives Patent mit überdurchschnittlich hoher und sicherer Ertragserwartung und/oder herausragender Rolle für die weitere technologische Entwicklung oder wichtiger strategischer Funktion in einem bestimmten technologischen Bereich (etwa Verhinderung eines Vorhabens des Konkurrenten). |
| ...    | ... |
| 5      | Attraktives Patent mit durchschnittlich hoher Ertragserwartung und/oder technischer Bedeutung oder strategischer Rolle. |
| ...    | ... |
| 0      | Vollständig bedeutungsloses Patent ohne erkennbare Ertragsaussichten und/oder technologisch relevanter Neuheit sowie ohne bedeutsame Wettbewerbsstellung. |

Tabelle 1: Schema zur Bewertung der Attraktivität eines Patentes

#### Patentstärke
Die Stärke des Patentes gleicht in der Vorgehensweise der Bewertung der Patentattraktivität. Die zwei Hauptkriterien, die die Patentstärke beschreiben, umfassen die „Stärke der Rechtsposition“ des Patentes und die „Stärke des Patentinhabers“, also die Möglichkeiten des Patentinhabers zur Durchsetzung der vermittelten Rechtsstellung. Im Folgenden werden diese beiden Kriterien noch einmal erörtert.
Die „Stärke der Rechtsposition“ wird von folgenden Eigenschaften charakterisiert.
1. Status des Patents im Bewilligungsverfahren:
- Erst ab der Patentoffenlegung, also der Veröffentlichung der Offenlegungsschrift (§ 32) entsteht ein einstweiliger Schutz, der mit einem Entschädigungsanspruch einhergeht (§ 33). Der vollständige Patentschutz wird hingegen erst nach der Patenterteilung realisiert (§ 9).

2. Der Umfang des Patentschutzbereiches:
- Ein starker Patentschutz ist durch eine große Anzahl breit gefasster und beständiger Ansprüche gekennzeichnet.

3. Wahl des Patentsystems:
- Unter Patentsystemen versteht man die Länder, in denen ein Patent zur Anmeldung gebracht wird. Verschiedene Länder haben unterschiedlich schwere Prüfverfahren etabliert. In Japan können Patenteinsprüche z. B. vor UND nach der Patenterteilung erhoben werden. Das Patent ist in Japan demnach schwächer zu bewerten.

4. Verfügbare Instrumente zur Sicherung der Rechtsstellung:
- Hat das Unternehmen das Kapital und Wissen, um gegen Patenteinsprüche bzw. Patentverletzungen vorzugehen?

Unter den Merkmalen, die die „Stärke des Patentinhabers“ selbst charakterisieren, werden folgende Eigenschaften zusammengefasst.
1. Finanzielle & personelle Ressourcen des Unternehmens:
- Die Hauptgründe für den Verzicht auf eine Patentanmeldung sind laut herrschender Meinung zu teure Patentprozesse und Schwierigkeiten bei der Aufdeckung von Patentverletzungen.

2. Stärke und Qualität der Patentabteilung und patentanwaltschaftlichen Unterstützung.
Die Patente werden wie bei der Attraktivitätsbewertung anhand einer Skala hinsichtlich der oben beschriebenen Eigenschaften bewertet. Die folgende Tabelle veranschaulicht die Bewertungsskala zur Einschätzung der Stärke des Patents.
| Punkte | Beschreibung |
| ------ | --- |
| 10     | Sehr starkes Patent als rechtsbeständig erteiltes Schutzrecht mit breiten und durchsetzbaren Ansprüchen eines großen Unternehmens mit leistungsfähiger Patentabteilung, das systematisch durch Defensivrechte gesichert ist und nicht die Interessen eines ressourcenstarken Konkurrenten berührt. |
| ...    | ... |
| 5      | Durchschnittlich starkes Patent als erteiltes Schutzrecht mit günstigen Ansprüchen eines Unternehmens mit eigener Patentabteilung, das durch einige Sperrschutzrechte gesichert ist und keinen bedeutenden Wettbewerber beeinträchtigt.                                                            |
| ...    | ... |
| 0      | Sehr schwache Patentposition als noch nicht offengelegte Anmeldung mit unsicherer Anspruchssituation und ohne jegliche Absicherungsmaßnahme eines kleineren Unternehmens ohne eigene Patentabteilung, die wesentliche Interessen starker Konkurrenten betrifft.                                    |

Tabelle 2: Schema zur Bewertung der Stärke eines Patentes
Im Anschluss an die Bewertung kann für jedes Patent oder Technologiefeld aufgrund der erreichten Bewertungspunktzahl die Position in der Portfoliomatrix abgetragen werden. Im finalen Schritt können nun Handlungsmaßnahmen und -strategien abgeleitet werden.

### Ableitung von Handlungsmaßnahmen
Die nachstehende Abbildung veranschaulicht die Basisstruktur von Patentportfolios. Auf der Ordinate wird die Patentattraktivität und auf der Abszisse die Patentstärke veranschaulicht. Die Bemessungsgrundlagen wurden bereits in Phase 2, Ermittlung der Ist-Position, erläutert. Die Relevanz der Technologiefelder für die Unternehmung wird anhand der Größe der Kreisfläche symbolisiert. Sie wird durch den Patentanteil des betrachteten Technologiefeldes im Verhältnis zur Gesamtanzahl der Patente des Unternehmens ermittelt. Daraus lässt sich erkennen, auf welche Technologien die betrachtete Unternehmung ihre Forschungs- und Entwicklungsanstrengungen fokussiert. Aus einem Patentportfolio lassen sich des Weiteren Strategien ableiten. Diese folgen dem durch die Pfeile dargestellten Patent-Lebenszyklus und werden im Folgenden kurz erläutert.

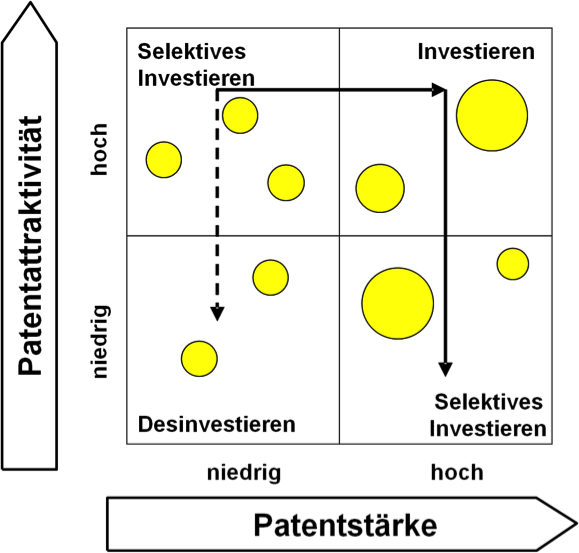
Abb. 2 Patentportfolio,
Quelle: Baum/Coenenberg/Günther (2007), S. 238 nach Faix (2001), S. 153.

- Ist die Patentattraktivität hoch und die Patentstärke der Unternehmung (noch) gering, ist das selektive Investieren zu empfehlen. Die Patentstärke kann dabei durch eine breite Anmeldung von Gebrauchsmustern, Sperrpatenten etc. ausgebaut werden. Es ist ratsam, jede Verzögerung bei den Anmeldungen von Schutzrechten zu vermeiden und erteilte Schutzrechte so lange wie möglich aufrechtzuerhalten. Beim Angriff von Dritten auf die Patente ist aufgrund der vorhandenen Patentschwäche eine einvernehmliche Problemlösung mit dem Attackierenden zu suchen. Eine direkte Konfrontation ist zu meiden. Aufgrund der hohen Patentattraktivität sind Verletzungen der eigenen Patente energisch zu verfolgen. Das primäre Anliegen der selektiven Investitionsstrategie zielt auf den Ausbau der Patentstärke ab, um so die Patente des Portfolios in den oberen rechten Quadranten zu verschieben.

- Patente, die sich im rechten oberen Bereich befinden, sind wegen ihrer Stärke auf jeden Fall zu halten und besonders bei relevanten Einzelpatenten mit Hilfe von Sperrpatenten auszubauen (Investieren). In Hinblick auf die nun erhaltene Patentstärke kann eine Konfrontation mit Patentverletzern oder Angreifern riskiert werden. Im Verlaufe der Zeit ist es wahrscheinlich, dass die Patentattraktivität nachlässt, die Patente wandern dann in den unteren rechten Quadranten.

- Patente, die sich im unteren rechten Quadranten befinden, besitzen eine geringe Patentattraktivität und eine hohe Patentstärke. Infolgedessen sind die Patentaktivitäten zu begrenzen. Es wird mehr selektiv investiert, falls dadurch Lizenzvergaben oder Verkäufe realisierbar sind. Patentverletzungen und Angriffe auf Schutzrechte werden nur noch sporadisch verfolgt bzw. abgewehrt, unter Umständen sind Kooperationen lohnend. Maßnahmen gegen Konkurrenzpatente sind nicht weiter mit Nachdruck zu betreiben.

- Eine geringe Patentattraktivität und eine niedrige Patentstärke weisen Patente im unteren linken Quadranten auf. Hier ist eine Aufgabe bzw. der Verkauf der Patente ratsam (Desinvestition), ausgenommen diejenigen, bei denen ein Zuwachs der Bedeutung zu erwarten ist. Personelle und finanzielle Ressourcen sollten vielmehr in Patentfelder investiert werden, die eine hohe Patentattraktivität besitzen.

## Schlussfolgerung
Schlussfolgernd kann man ableiten, dass die Patentportfolioanalyse eine präzise Betrachtung und Bewertung von mit Schutzrechten versehenen Technologien erlaubt. Hierdurch ist es technologieorientierten Unternehmungen möglich, spezielle Strategien zu generieren, die auf die Entwicklung, die spätere Pflege oder den Aufbau von Patenten abzielen.
Des Weiteren lassen sich mit einem Patentportfolio nicht nur Aussagen zur Gesamtsituation eines Unternehmens ableiten, sondern auch Aussagen über den Wert einzelner Patente für die Unternehmung treffen. Für Letzteres können über die Zuweisung der Patente zu bestimmten Technologiefeldern, Rückschlüsse auf die Bedeutung und den Wert der Patente für das Unternehmen gezogen werden. Andererseits sind Patentportfolios nicht ausschließlich auf den Gebrauch im Unternehmen begrenzt. Im Grunde kann für jede beliebige Bezugseinheit ein Portfolio erstellt werden. So können beispielsweise technologische Schwächen und Stärken einer einzelnen Geschäftseinheit aufgedeckt werden.
Anzumerken ist jedoch, dass es oft schwer ist, den Wert für ein Patent zu schätzen und das dieser aufgrund rechtlicher und geografischer Rahmenbedingungen variieren kann.